# Potenciómetro
Un potenciómetro es un dispositivo electrónico. Es uno de los dos usos que posee la resistencia o resistor variable mecánica (con cursor y de al menos tres terminales). El usuario al manipularlo, obtiene entre el terminal central (cursor) y uno de los extremos una fracción de la diferencia de potencial total, se comporta como un divisor de tensión o divisor de voltaje.

## Construcción
Tipos de resistencia de variación mecánica para su uso como potenciómetros:
- Impresas , realizadas con una pista de carbón o de cermet sobre un soporte duro como papel baquelizado (cartón prespan), fibra de vidrio, baquelita, etcétera. La pista tiene sendos contactos en sus extremos y un cursor conectado a un patín que se desliza por la pista resistiva.
- Bobinadas, consistentes en un arrollamiento toroidal de un hilo resistivo (por ejemplo, constantán) con un cursor que mueve un patín sobre el mismo.
- Potencia: al igual que las resistencias, los potenciómetros soportarán distintas potencias, por lo general a partir de 1W. Al reverso se fffffla potencia en W. Los potenciómetros de mucha potencia reciben el nombre de reóstatos, que ya se utilizan muy poco.

## Tipos

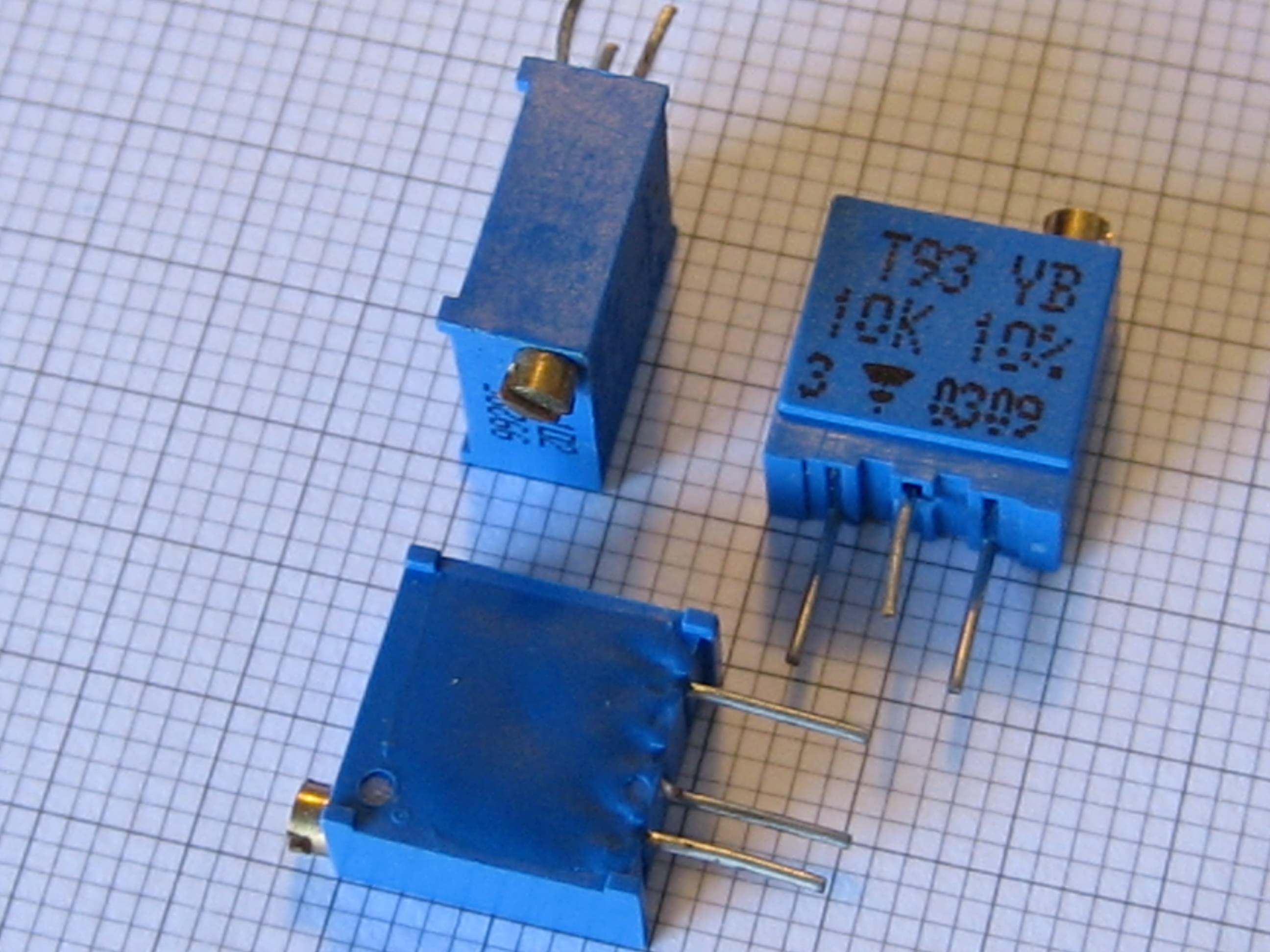
Resistencia rotatoria multivuelta utilizados en electrónica. Estas resistencias permiten un mejor ajuste que las rotatorias normales.

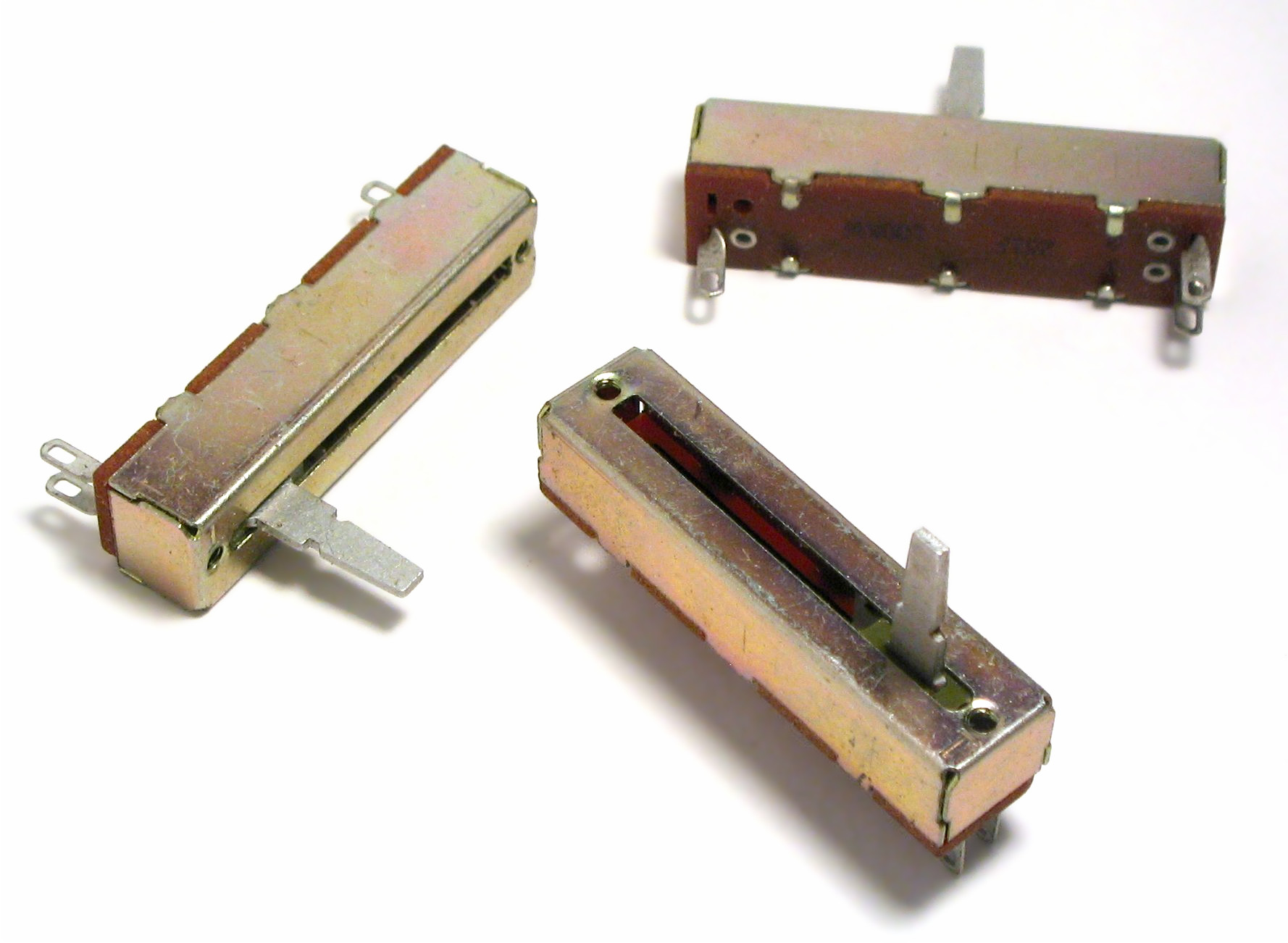
Potenciómetros deslizantes

Según su aplicación, se distinguen varios tipos:
- Potenciómetros de mando. Son adecuados para su uso como elemento de control de la tensión en los aparatos electrónicos. El usuario acciona sobre ellos para variar los parámetros normales de funcionamiento. Por ejemplo, el volumen de un aparato de audio.
- Potenciómetros de ajuste. Controlan la tensión preajustándola, habitualmente en la fábrica. El usuario no suele tener que retocar, por lo que no suelen ser accesibles desde el exterior. Existen tanto encapsulados en plástico como sin cápsula, y se suelen distinguir potenciómetros de ajuste vertical, cuyo eje de giro es vertical, y potenciómetros de ajuste horizontal, con el eje de giro paralelo al circuito impreso.

Según la ley de variación de la resistencia {\displaystyle R=\rho (\theta )}:
- Variación lineal. La resistencia es directamente proporcional al ángulo de giro. Denominados con una letra B, según la normativa actual (anteriormente, A).
- Variación logarítmica. La resistencia depende logarítmicamente del ángulo de giro. Denominados con una letra A, según normativa actual (anteriormente, B).
- Variación senoidal. La resistencia es proporcional al seno del ángulo de giro. Dos potenciómetros senoidales solidarios y girados 90° proporcionan el seno y el coseno del ángulo de giro. Pueden tener topes de fin de carrera o no.
- Variación antilogarítmica. La resistencia es directamente proporcional a 10 con potencia el ángulo girado. Generalmente denominados con la letra F o la letra C.
- Variacion de balance. Se utiliza principalmente en audio para obtener la misma salida en dos canales en configuración estéreo. Para esto se utiliza un potenciómetro doble, el cual obtiene su máximo valor resistivo en el centro del potenciómetro y el mínimo en los extremos. Generalmente este lleva una detención en el centro para que la salida sea simétrica, y suele denominarse con las letras MN.

En los potenciómetros impresos, la ley de resistencia se consigue variando la anchura de la pista resistiva, mientras que en los bobinados se ajusta la curva a tramos, con hilos de distinto grosor.
Potenciómetros multivuelta. Para un ajuste fino de la resistencia existen potenciómetros multivuelta, en los que el cursor va unido a un tornillo desmultiplicador, de modo que para completar el recorrido necesita varias vueltas del órgano de mando.

### Tipos de potenciómetros de mando
- Potenciómetros rotatorios. Se controlan girando su eje. Son los más habituales, pues son de larga duración y ocupan poco espacio.
- Potenciómetros deslizantes. La pista resistiva es recta, de modo que el recorrido del cursor también lo es. Han estado de moda hace unos años. Se usan sobre todo en ecualizadores gráficos, pues la posición de sus cursores representa la respuesta del ecualizador. Son más frágiles que los rotatorios y ocupan más espacio. Además, suelen ser más sensibles al polvo.
- Potenciómetros múltiples. Son varios potenciómetros con sus ejes coaxiales, de modo que ocupan muy poco espacio. Se utilizaban en instrumentación, autorradios, etcétera.

### Potenciómetros digitales
Se llama potenciómetro digital a un circuito integrado cuyo funcionamiento simula el de un potenciómetro analógico. Se componen de un divisor resistivo de n+1 resistencias, con sus n puntos intermedios conectados a un multiplexor analógico que selecciona la salida. Se manejan a través de una interfaz serie (SPI, I2C, Microwire o similar). Suelen tener una tolerancia en torno al 20% y hay que añadirle la resistencia debida a los switches internos, conocida como Rwiper. Los valores más comunes son de 10K y 100K, aunque varía en función del fabricante con 32, 64, 128, 512 y 1024 posiciones en escala logarítmica o lineal. Los principales fabricantes son Maxim, Intersil y Analog Devices. Estos dispositivos poseen las mismas limitaciones que los conversores DAC, como son la corriente máxima que pueden drenar, que está en el orden de los mA, la INL y la DNL, aunque generalmente son monotónicos.[cita requerida]

### Nomenclatura
Existen varias formas de describir el valor y curva del potenciómetro, según el fabricante y la región. Por ejemplo, en potenciómetros de origen estadounidense o asiático es habitual encontrar nomenclaturas como B10K y B103. La letra B indica la curva y los números que le siguen su valor resistivo en ambos casos 10 mil ohmios (10k ohmios). En el caso de los B10K, el valor está claro, pero en el B103 habría que descomponer el 103 en dos, primero el 10 y luego el 3, que serían tres ceros seguidos, por lo que se quedaría en 10 000.[cita requerida]